# 六ホウ化ランタン

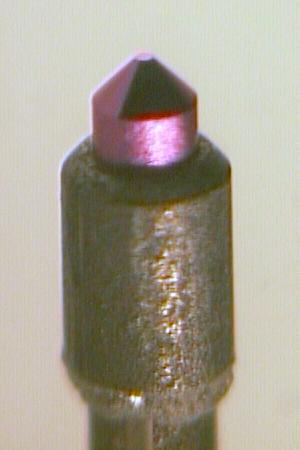
六ホウ化ランタン熱陰極

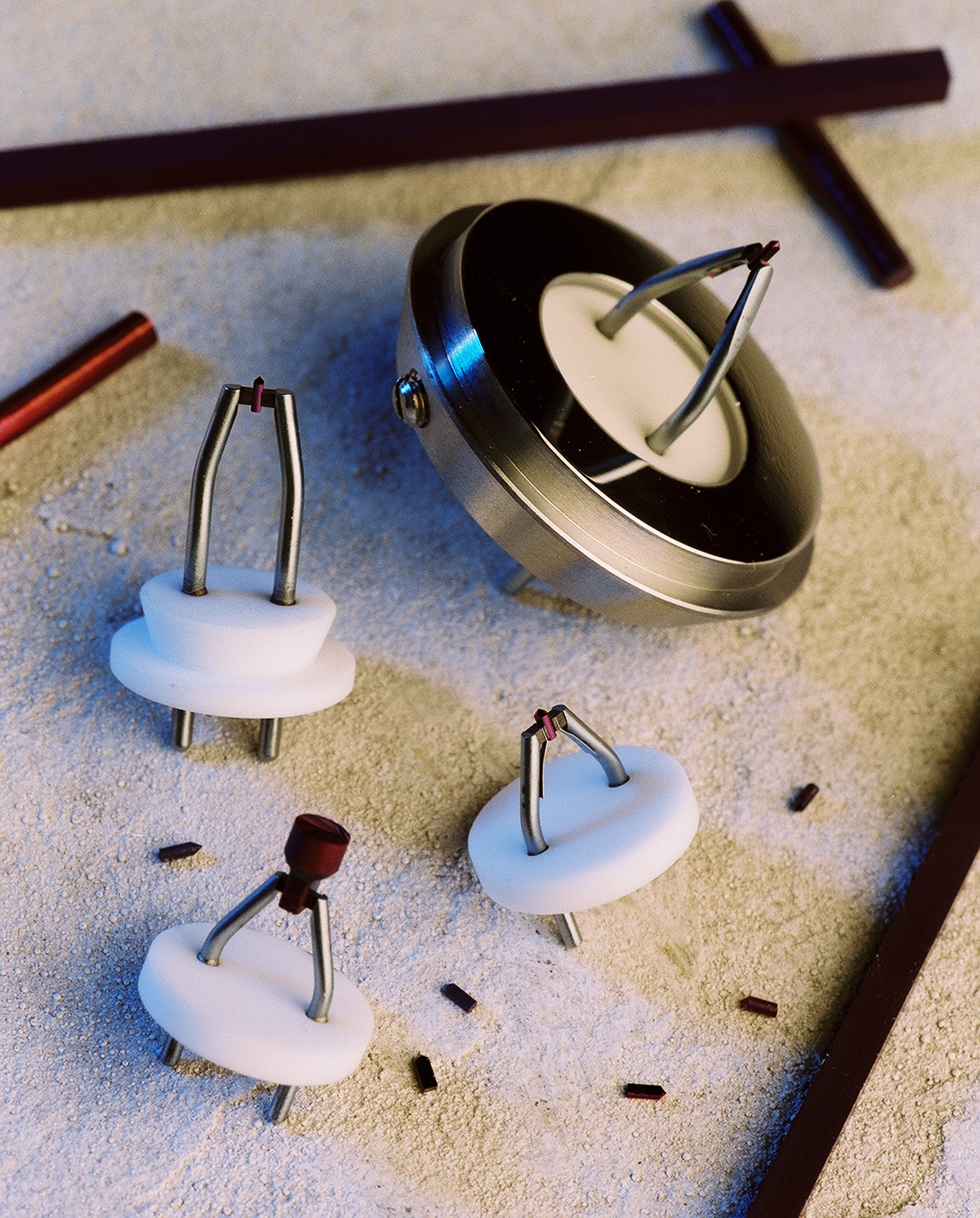
六ホウ化ランタン陰極

六ホウ化ランタン（ろくホウかランタン、lanthanum hexaboride、LaB6、ホウ化ランタンやLaBとも）は、ランタンのホウ化物である無機化合物。融点が2210 °Cの耐火セラミックス材料であり、水と塩酸に不溶である。仕事関数が低く、知られている中で最大の電子放射率の1つであり、真空中で安定である。化学量論的な試料は濃い紫色であり、ホウ素が多い試料（LaB6.07以上）は青色である。イオン衝撃により色は紫色からエメラルドグリーンに変わる。
主な用途は単結晶としてもしくは物理気相成長により堆積されたコーティングとしての熱陰極である。六ホウ化ランタン(LaB6)や六ホウ化セリウム(CeB6)などの六ホウ化物は約2.5 eVと低い仕事関数を持つ。また、陰極中毒に対していくらか耐性を持つ。六ホウ化セリウム陰極は 1700 Kで六ホウ化ランタンよりも蒸発速度が遅いが、1850 K以上の温度では等しくなる。六ホウ化セリウム陰極は炭素汚染に対する耐性が高いため、六ホウ化ランタンの寿命の1.5倍の寿命を持つ。六ホウ化物の陰極はタングステン陰極よりも約10倍「明るく」、寿命が10-15倍長くなる。六ホウ化物の陰極が使われるデバイスと技術には電子顕微鏡、マイクロ波管、電子リソグラフィー、電子ビーム溶接、X線管、自由電子レーザーがある。六ホウ化ランタンは熱した陰極からゆっくりと蒸発し、ウェネルト円筒と開口部に堆積物を形成する。X線粉末回折の大きさ/ひずみ基準として使われ、機器の回折ピークの広がりを較正する。
0.45 Kという比較的低い転移温度を持つ超伝導体でもある。